# World Series of Poker: Tournament of Champions
World Series of Poker: Tournament of Champions es un videojuego basado en el popular torneo World Series of Poker. Está disponible para múltiples sistemas: Xbox 360, PlayStation 2,  Wii, PlayStation Portable y Windows. Es el sucesor del videojuego World Series of Poker.

## Secuela
El 25 de septiembre de 2007 se lanzó la secuela de WSOP:TOC con el título World Series of Poker 2008: Battle for the Bracelets.